# Campeonato Europeo de Ciclismo BMX de 2018
El XX Campeonato Europeo de Ciclismo BMX se celebró en Glasgow (Reino Unido) entre el 10 y el 11 de agosto de 2018 bajo la organización de la Unión Europea de Ciclismo (UEC) y la Federación Británica de Ciclismo.
Las competiciones se realizaron en el Centro de BMX de la ciudad escocesa.

## Resultados
| Evento            | Oro                                    | Plata                               | Bronce                                |
| ----------------- | -------------------------------------- | ----------------------------------- | ------------------------------------- |
| Masculino (11.08) | Kyle Evans Reino Unido 34,715          | Kye Whyte Reino Unido 35,372        | Sylvain André Francia 35,458          |
| Femenino (11.08)  | Laura Smulders · Países Bajos · 38,700 | Simone Christensen Dinamarca 38,965 | Yaroslava Bondarenko · Rusia · 40,067 |

## Medallero
| Núm. | País         | Oro | Plata | Bronce | Total |
| ---- | ------------ | --- | ----- | ------ | ----- |
| 1    | Reino Unido  | 1   | 1     | 0      | 2     |
| 2    | Países Bajos | 1   | 0     | 0      | 1     |
| 3    | Dinamarca    | 0   | 1     | 0      | 1     |
| 4    | Dinamarca    | 0   | 0     | 1      | 1     |
| 4    | Rusia        | 0   | 0     | 1      | 1     |
|      | TOTAL        | 2   | 2     | 2      | 6     |